# McCormick (Carolina do Sul)
McCormick é uma cidade  localizada no estado norte-americano da Carolina do Sul, no Condado de McCormick.

## Demografia
Segundo o censo norte-americano de 2000, a sua população era de 1489 habitantes.
Em 2006, foi estimada uma população de 2705, um aumento de 1216 (81.7%).

## Geografia
De acordo com o United States Census Bureau tem uma área de
9,7 km², dos quais 9,7 km² cobertos por terra e 0,0 km² cobertos por água. McCormick localiza-se a aproximadamente 141 m acima do nível do mar.

## Localidades na vizinhança
O diagrama seguinte representa as localidades num raio de 16 km ao redor de McCormick.